# إبراهيم المتقي لله
أمِيرُ اَلْمُؤْمِنِين وَخَلِيفَةُ المُسْلِمِين أبُو إسْحاق إبْراهِيم المُتَّقِي لله بن جَعْفَر المُقْتَدِر بن أحمَد المُعْتَضِد بن طَلحة المُوفَّق بن جَعْفَر المُتوكِّل اَلْعَبَّاسِي اَلْهَاشِمِيِّ اَلْقُرَشِيِّ (295 - 357 هـ / 908 - 968 م)، المعرُوف اختصارًا باسم المُتَّقِي أو المُتَّقِي لله، هو الخليفة الحادِي والعُشرُون من خُلفاء بَني العبَّاس. بويع له بالخِلافة بعد موت أخيه الرَّاضِي بالله سنة 329 هـ / 940 م حتى تم خلعُه سنة 333 هـ / 944 م.

## توليه الخلافة
لما مات الراضي بالله أخوه، اجتمع القضاة والأعيان بدار بجكم، فاتفق رأيهم كلهم على المتقي بالله، فأحضروه في دار الخلافة وأرادوا بيعته، فصلى ركعتين صلاة الاستخارة وهو على الأرض، ثم صعد على الكرسي بعد الصلاة، ثم صعد إلى السرير وبايعه الناس يوم الأربعاء لعشر بقين من ربيع الأول من سنة 329 هـ .

## مميزات حكمه
كان كثير الصوم والتعبد، ولم يشرب نبيذًا قط، كان حاكما بالاسم فقط. ثار عليه الأتراك ، وخلعوه من الخلافة في 333 هـ، وزج به في السجن حتى توفي سنة 357 هـ.

## أهم الوفيات في عهده
329 هـ:
- بجكم أمير الأمراء مات ببغداد
- أبو محمد البربهاري العالم الزاهد

330 هـ:
- الحسين بن إسماعيل أبو عبد الله الضبي القاضي الفقيه
- أبو صالح مفلح الحنبلي واقف مسجد أبي صالح ظاهر باب شرقي من دمشق

حسب كتاب تاريخ الخلفاء للسيوطي:
334 هـ:
- تورون أمير الامراء

في حياته
- ابن ولاد النحوي
- أبو بكر الفرغاني الصوفي

## وصلات خارجية
- إسلام أون لاين
- صفحة المتقي لله على موقع فهرس.نت[وصلة مكسورة]
- تاريخ الخلفاء (كتاب)